# Сердар
Сердар (перс. سردار — „командант”, „управник”), познат и као Сардар и Сирдар, племићка је титула која се првобитно користила за означавање кнезова, племства и других аристократа. Она се такође користи за означавање главе или вође племена или групе. Користи се као персијског синоним за арапску титулу емира. Код Српског народа се појавило административно уређење Сердара, Сердарство у Кнежевину Србију траје мање од годину дана, до Сретењског устава, док је у Црној Гори трајало до почетка прошлог века, тј. стварања краљевине Југославије. 
Термин и његови когнати настали су од персијске ријечи sardār (سردار) и историјски су заступљени на простору Персије (сада Ирана), Османског царства (сад Турске), Месопотамије (сада Ирака), Сирије, јужне Азије (сада Пакистана, Индије и Непала), Кавказа, средње Азије, Балканског полуострва и Египта.
Термин је широко био заступљен код марата племства, које је држало важне позиције у марата државама Царства Марата.
Након пада феудализма, сердар је означавао шефа државе, врховног команданта, као и војни чин. Као војни чин, сердар се обично представља врховног команданта или највишег официра у војсци, што одговара данашњим армијским генералима. Више административна титула Сирдар-Бахадур углавном означава генерал-гувернера или шефа владе удаљене покрајине, као што је британско вицекраљевство.